# Philip Deignan
Philip Deignan (ur. 7 września  1983 w Letterkenny) – irlandzki kolarz szosowy, olimpijczyk, zawodnik profesjonalnej grupy Team Sky.

## Najważniejsze osiągnięcia
2004
- 2. miejsce w mistrzostwach Irlandii do lat 23 (start wspólny)

2005
- 1. miejsce w Tour du Doubs

2009
- 9. miejsce w Vuelta a España
  - 1. miejsce na 18. etapie

2014
- 7. miejsce w Tour de Pologne